# Iris Mayer (Journalistin)
Iris Mayer (* 1975 in Karl-Marx-Stadt) ist eine deutsche Journalistin. Sie ist Textchefin der Süddeutschen Zeitung.

## Werdegang
Mayer wuchs in Karl-Marx-Stadt auf und studierte von 1993 bis 1999 Journalistik und Politikwissenschaft an der Universität Leipzig. Bei der Chemnitzer Tageszeitung Freie Presse absolvierte sie 1996 bis 1997 ein Volontariat. Anschließend arbeitete sie von 2000 bis 2002 als Auslandsredakteurin bei der Associated Press.
Ab Juli 2007 verantwortete sie Focus Online. Von 2006 bis 2010 als Innenpolitikredakteurin bei Focus. Von Juli 2010 bis Dezember 2015 war Mayer Nachrichtenchefin der dpa und von Februar 2016 bis Januar 2017 Chefredakteurin von Blick, Blick.ch und Blick am Abend. Von Januar 2018 bis März 2019 war Mayer stellvertretende Chefredakteurin von sueddeutsche.de. Seit April 2019 ist sie Textchefin der Süddeutschen Zeitung.